# Carnevale storico di Ormea

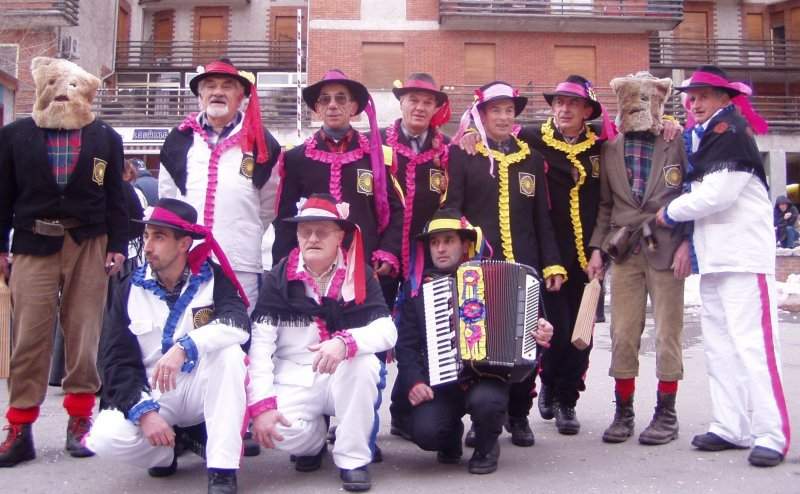
Il gruppo degli Aboi nel 2004, la prima uscita del rinato carnevale storico

Il Carnevale storico di Ormea ha luogo nella cittadina in provincia di Cuneo nell'Alta Val Tanaro al confine tra il Piemonte e la Liguria.
La sua origine si perde nella notte dei tempi.
La manifestazione non si colloca nei carnevali tradizionali con la sfilata di carri allegorici o maschere ma è la rappresentazione della storica festa che i montanari dell'Alta Val Tanaro iniziarono nel X secolo quando riuscirono a sconfiggere e ad allontanare i Saraceni che per almeno 60 anni avevano imperversato nel territorio.

## Storia
L'origine de J'Aboi, alcuni dei personaggi del carnevale di Ormea, si possono far risalire alle invasioni saracene della fine del primo millennio.
Alla metà del X secolo un gruppo di Saraceni arrivò nell'Alta Val Tanaro provenendo dalla base del Frassineto in Francia. Giudicarono il luogo una ottima base per le scorrerie nella ricca pianura piemontese. La valle offriva degli ottimi ripari per difendersi dai cristiani ed infatti costruirono castelli e torri per difesa e controllo del territorio.
Nella zona di Ormea si possono ancora vedere, in frazione Cantarana, la Balma del Messere conosciuta anche come Grotta dei Saraceni che è una caverna chiusa da un possente muro con porte e finestre; sul Castelletto, un'altura che sovrasta la cittadina piemontese, esistono ancora le fondamenta di una torre cilindrica, probabilmente molto simile a quella della frazione Barchi, in territorio di Garessio, che svetta ancora su di una roccia a precipizio sul fiume Tanaro. Il grande torrione al centro del castello di Ormea, oggi un rudere, non è più visibile ma è documentato nella stampa del Theatrum Sabaudiae. A Bagnasco, altro centro della valle, oltre ad un'ulteriore torre cilindrica si trovano i ruderi di un Castello Saraceno sui monti alle spalle dell'antica chiesa di Santa Giulitta.
Alla fine del X secolo i valligiani si organizzarono e attaccarono i Saraceni li sconfissero e li allontanarono dalla valle. Finalmente erano liberi e non dovevano più temere le angherie dei mori. A seguito di questi fatti nascono delle leggende che ancora oggi vengono raccontate dai nonni ai nipoti per sottolineare le gesta eroiche dei valligiani.
Altri personaggi, i Patoci, provengono probabilmente da feste più antiche, risalenti al periodo romano o alle popolazioni celtiche precedenti.

## La festa
I giovani finalmente poterono festeggiare la libertà ottenuta. Si organizzarono in gruppi che, nella settimana del carnevale, si spostavano di villaggio in villaggio per divertirsi. Naturalmente era una festa tutta maschile, a quei tempi le donne non potevano permettersi di stare fuori casa con degli estranei. Con l'aiuto dei valligiani che mettevano a disposizione i viveri e il vino, si organizzavano pranzi e cene, si ballava, si faceva la questua, si prendevano in giro gli scemi del villaggio. Per la notte i numerosi fienili offrivano un ottimo riparo.
Le vettovaglie raccolte nelle case venivano caricate su di un mulo ed erano conservate fino alla domenica quando si faceva il gran pasto finale, la ribota nel dialetto locale. Ad Eca, la frazione più ad Est del territorio di Ormea, fino alla metà del XX secolo produttrice del miglior vino della valle, si riempiva una damigiana.
Con il passare dei secoli la festa si trasformò, i giovani iniziarono ad abbellire i vestiti della festa con nastri colorati, spesso in seta, che venivano portati in famiglia da coloro che emigravano in Francia per i lavori stagionali. Naturalmente le famiglie conservavano questi preziosi e coloratissimi nastri, passandoli di padre in figlio. Nelle settimane precedenti la festa le mamme e le nonne preparavano i costumi arricchendo sempre di più gli abiti.
I personaggi presero il nome di Aboi dalla radice di Abbazia, Abbadia in assonanza agli abati che erano i curatori delle feste religiose mentre loro lo erano delle feste goliardiche.
La manifestazione continuò fino agli anni '40 del secolo XX, dopo la seconda guerra mondiale si organizzò solo una volta e poi il silenzio del tempo ricoprì la lunga tradizione.

## Il significato della festa
J’Aboi durante il loro peregrinare nella settimana di carnevale portavano messaggi chiari alle comunità del campogne (delle frazioni e delle borgate, ruoi), con l’allegria tipica della gioventù, per qualche giorno liberi dal lavoro per la sopravvivenza: siamo giunti alla fine dell’inverno, del buio, del freddo, dell’isolamento. Il messaggio che presto l’inverno lascerà il posto alla nuova buona stagione, al nuovo raccolto. Rallegriamoci, gioiamo insieme, divertiamoci, beviamo e mangiamo.
In cambio J’Aboi ricevevano il dono dell’accoglienza tipica di una comunità chiusa per motivi di territorio, con un suo linguaggio, con poco tempo a disposizione per spostarsi e, se vogliamo, anche per carattere piuttosto schivo. Per un giorno J’Aboi diventavano nuovi figli per le famiglie ospitanti. La festa era partecipata da tutti perché era anche il momento per rinnovare i vincoli di amicizia di famiglie e di appartenenza alla stessa comunità.  
Questi probabilmente sono i veri significati del gruppo de j’Aboi, da dove arrivano è un fatto puramente storico, che probabilmente non scopriremo mai, possiamo ipotizzare ma ci mancano le prove storiche, i documenti, i segni sulle rocce. L’unica certezza è che arrivano da tempi molto lontani e che occupano una parte importante nella cultura ormeasca.

## I Personaggi

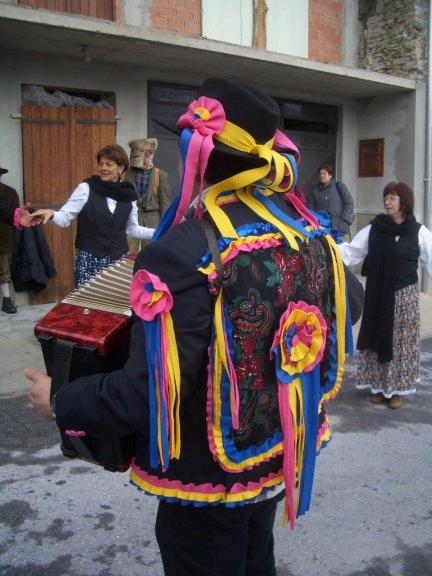
Il sunau accompagna i balli degli Aboi

I personaggi storici della manifestazione sono:
- gli Aboi Nairi molto eleganti nel loro vestito nero ingentilito da nastri floreali nelle tinte rosso e bianco, sulla schiena un grande fiocco, sui pantaloni i nastri a dente di pescecane. Portano un cappello abbellito da nastri che scendono sulla spalla sinistra. Sono i ballerini e i cantanti della compagnia, il divertimento è il loro obiettivo primario.
- Gli Aboi Gionchi vestono in bianco con un vestito abbellito da nastri rosa e azzurri, sulle spalle portano un grande scialle nero con rose rosse, il cappello è ricoperto da un foulard e da nastri. Rappresentano le donne della festa, ma i personaggi sono uomini.

- Il Cavagnau, il cestaio, è il personaggio che fa la questua ed è responsabile del buon mantenimento delle vettovaglie per tutta la settimana.
- I Patoci sorta di Arlecchini e di animali, sono vestiti alla montanara con i calzettoni rossi, i pantaloni al ginocchio di velluto e la giacca di fustagno. Nascondono la faccia con una maschera di pelliccia e tengono in mano una terribile arma, a patlaca, sorta di mazza di legno con una serie di lamelle che producono un rumore assordante. Sono le guardie della manifestazione che non esitano a colpire con la loro arma la folla che si avvicina troppo al gruppo festante. Portano alla vita una cintura con campanacci di mucche e capre che usano per aumentare il baccano del gruppo. Sono anche i donnaioli che approfittano della maschera per avvicinare le ragazze dei villaggi che visitano. Spesso sono presi di mira dagli Aboi Nairi che li inseguono, li bloccano e li chiudono nelle stalle con le mucche.
- I Sunau sono i suonatori che accompagnano la manifestazione e creano allegria. Spesso non erano dei grandi musicisti. La tradizione racconta che uno degli ultimi Sunau conoscesse solo tre arie di cui la prima era come la seconda e la terza somigliava molto alla prima. L'importante era strimpellare con gli strumenti e accompagnare i canti e i balli.
- El Veju e a Veja sono due arzilli vecchietti che si accompagnano all'allegra brigata e rappresentano il tempo che scorre.
- U Spusu e a Spusa sono due sposi che rappresentano le cerimonie a cui spesso gli Aboi erano chiamati ad assistere per mantenere l'ordine in periodi in cui le feste diventavano il motivo per ubriacature e disordini. U Spusu porta sulla schiena del costume uno specchietto in un fiocco multicolore. Serve per tener lontano il diavolo che se si avvicina troppo si vede riflesso nello specchio e fugge spaventato.
- I Sarascii sono i nemici degli Aboi, quelli contro cui si era combattuto e vinto dopo anni di sofferenza. Nessuna angheria viene risparmiata ai vinti dopo la vittoria.
- Pé Culbea (Pietro il cestaio), arzillo vecchietto che, con una cesta sulla schiena e la scala a pioli sulla spalla, sale la montagna per rapire la luna piena di cui si era innamorato ma, per sua sfortuna, viene catturato dal satellite.
- El Famne, eleganti nei loro costumi tradizionali, rappresentano le giovani che attendevano il gruppo per ballare e festeggiare
- A Mösca, la strega, vecchia che spesso si trasformava in animale per colpire qualche malcapitato.

## La riscoperta della tradizione
La sezione del CAI di Ormea ha iniziato un progetto di riscoperta e rivalorizzazione del territorio della media montagna. Con notevoli sforzi è stato riaperto un tracciato di 40 km che unisce tutte le 7 frazioni e le 24 borgate sul lato sinistro della vallata, da Eca a Viozene, denominato Balconata di Ormea. Sono stati riattivati dei sentieri ormai abbandonati e invasi dalla vegetazione, sono stati costruiti dei ponti per superare i molti ruscelli che si attraversano. È stata installata la segnaletica verticale che aiuta gli escursionisti a procedere lungo il percorso integrata con le indicazioni orizzontali bianco-rosse tipiche della segnaletica del CAI. In frazione Chionea dal 2013 è attivo un posto tappa che agevolerà la percorrenza della Balconata in due giorni. Ma lungo il percorso è disponibile l'albergo ristorante Payarin ad Aimoni, un rifugio escursionistico a Quarzina, alberghi e ristoranti a Viozene, B&B a Chionea e Aimoni. 
Uno degli obiettivi del progetto era la verifica delle tradizioni che col tempo si sono perse. Si è così avviata la riscoperta de J'Aboi e della millenaria tradizione carnevalesca. 
Grazie a questo progetto i soci della sezione del CAI di Ormea hanno incontrato persone anziane che ricordavano o avevano preso parte alle ultime edizioni della tradizione carnevalesca. A Chionea una gentile signora ha ritrovato nel solaio una scatola con i nastri usati dalla sua famiglia per abbellire i costumi dei giovani.

## La nuova festa
La tradizione rinnovata è stata riproposta a partire dal 2004.
Non essendoci più i presupposti per una settimana di feste si è deciso di riprendere la manifestazione in una frazione di Ormea, Chionea la più titolata, nel pomeriggio del sabato di carnevale. Il gruppo, per richiamare la tradizionale camminata da borgata a borgata, si sposta lungo la Balconata di Ormea fino alla frazione e poi si canta, si balla, si mangia e si beve nel ricordo delle antiche feste.
Nel pomeriggio della domenica la manifestazione si sposta ad Ormea con un programma più intenso fatto anche di scenette che ricordano le schermaglie tra gli Aboi e i Saraceni, la lettura delle Sentenze, presentazione in linguaggio goliardico dei fatti più esilaranti successi nell'anno in paese, la partecipazione di altri personaggi della tradizione locale, a Mōsca, la strega, e Pè Culbea, Pietro il cestaio, che voleva catturare la luna piena ed è stato invece da lei rapito.
La rappresentazione ricca anche di balli termina con il fuoco appiccato alla torre dei Saraceni attorno al quale si balla in cerchio tutti insieme.